# دومينيك نيدينغ
دومينيك نيدينغ (بالألمانية: Dominique Ndjeng)‏ هو لاعب كرة قدم ألماني في مركز الدفاع، ولد في 4 نوفمبر 1980 في بون في ألمانيا. لعب مع روت فايس آهلن وفورتونا كولن ونادي أوسنابروك ونادي بروسيا مونستر ونادي كوبلنتس ونادي كولن.

## وصلات خارجية
- دومينيك نيدينغ على موقع بيانات كرة القدم. دي إي (الألمانية)
- دومينيك نيدينغ على موقع عالم كرة القدم.نت (الإنجليزية)